# Thyraylia
Cochylis là một chi bướm đêm thuộc phân họ Tortricinae của họ Tortricidae.

## Các loài
- Thyraylia bana (Kearfott, 1907)
- Thyraylia bunteana (Robinson, 1869)
- Thyraylia discana (Kearfott, 1907)
- Thyraylia gunniana (Busck, 1907)
- Thyraylia hollandana (Kearfott, 1907)
- Thyraylia nana (Haworth, [1811])
- Thyraylia voxcana (Kearfott, 1907)

## Hình ảnh

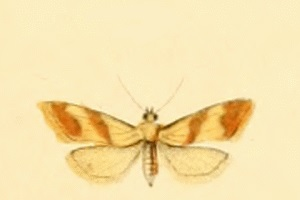
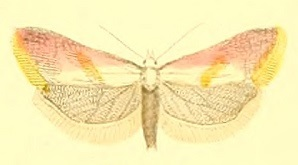
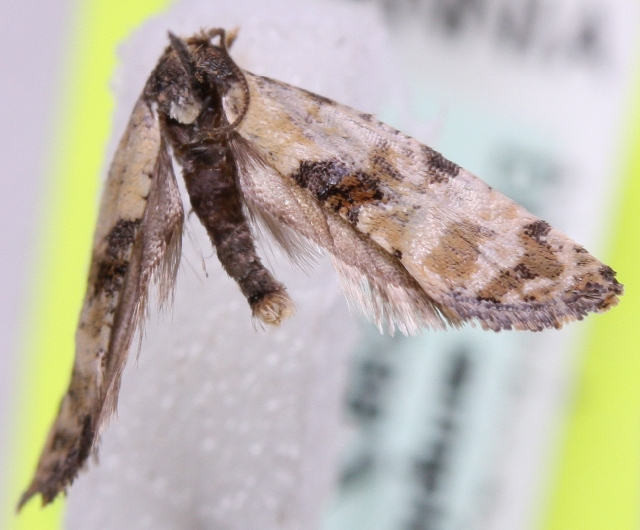
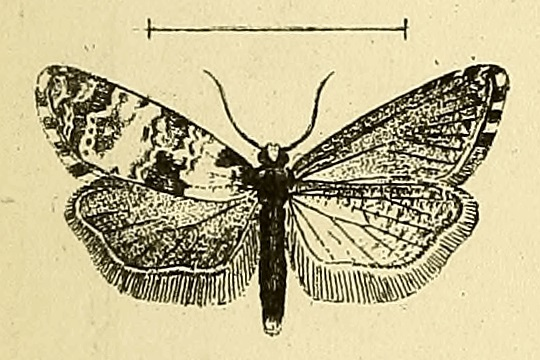